# Elecciones generales de Venezuela de 1947
Las elecciones generales de Venezuela de 1947 se realizaron el domingo 14 de diciembre de 1947 para elegir al presidente constitucional de la república por el cuartenio transitorio 1948-1952, debiendo suceder al mandatario provisional Rómulo Betancourt, presidente de la Junta Revolucionaria de Gobierno, en el marco de la transición democrática iniciada tras la Revolución de octubre de 1945 y la posterior promulgación de la nueva constitución democrática de 1947.
En estos comicios resultó vencedor el escritor Rómulo Gallegos del partido socialdemócrata Acción Democrática (AD), elegido con el mayor porcentaje de escrutinio de votos en la historia democrática nacional (+74%). Fueron las primeras elecciones presidenciales libres ejercidas mediante el sufragio universal, permitiendo por primera vez la participación ciudadana de mujeres y analfabetos en unas elecciones, así como la cuarta en realizarse en voto directo en Venezuela (anteriormente realizadas en 1860,1894 y 1897).
A su vez, se llevaron a cabo elecciones parlamentarias, las cuales fueron las primeras elecciones para el Congreso de la República durante el gobierno provisional de Rómulo Betancourt y las primeras elecciones universales y directas en la historia de Venezuela para escoger al parlamento nacional. El partido Acción Democrática obtuvo una victoria aplastante con el 70,8% de los votos, obteniendo 83 de los 110 diputados y 38 de los 46 senadores. La participación electoral rondó el 76%.

## Contexto histórico

### Antecedentes

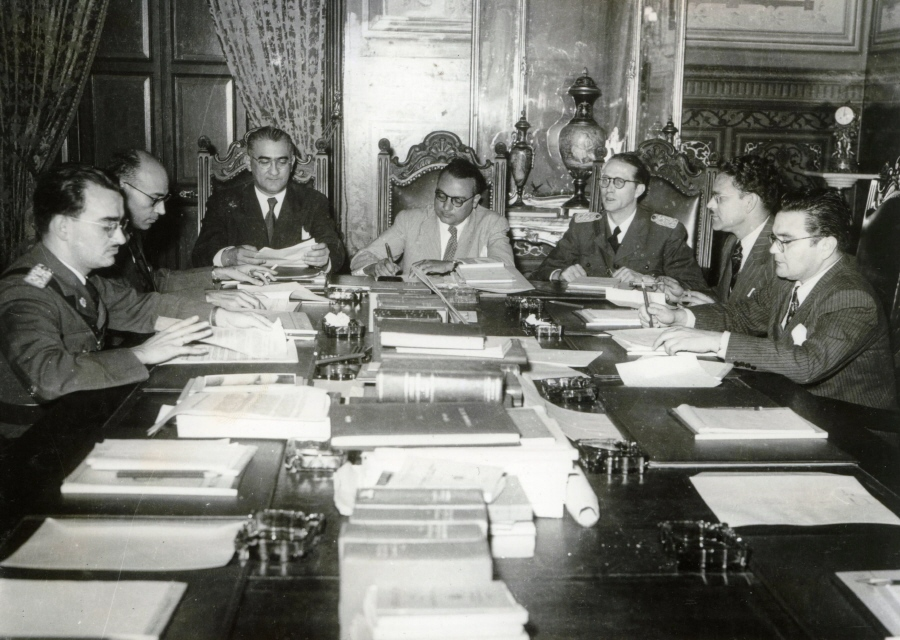
Miembros de la Junta Revolucionaria de Gobierno, constituida luego de la revolución de octubre de 1945. De izquierda a la derecha: Mario Ricardo Vargas, Raúl Leoni, Valmore Rodríguez, Rómulo Betancourt, Carlos Delgado Chalbaud, Edmundo Fernández y Gonzalo Barrios.

El presidente de los Estados Unidos de Venezuela elegido en 1941, General Isaías Medina Angarita, fue derrocado por un golpe de Estado en 1945 perpetrado por un sector golpista del ejército, alentado y aliado con dirigentes y militantes del partido Acción Democrática, que instaura una Junta Revolucionaria de Gobierno dirigida por Rómulo Betancourt, cuyo propósito a emprender fue una serie de reformas en materia política, económica y social, destacando una mayor apertura política hacia la democracia. Medina Angarita fue elegido inicialmente, por mandato constitucional, para el período 1941-1946, pero el golpe de Estado no permite que culmine el período constitucional.
Aunque los simpatizantes de AD reconocían los avances que se habían hecho en materia de libertades civiles por parte de Medina Angarita, su principal reclamo era que se realizasen elecciones presidenciales universales, secretas y directas: En ese momento, solamente los venezolanos mayores de 21 años que supiesen leer y escribir, es decir, aproximadamente un 10% de la población, podía votar por los Concejos municipales, los demás cargos eran elegidos indirectamente.

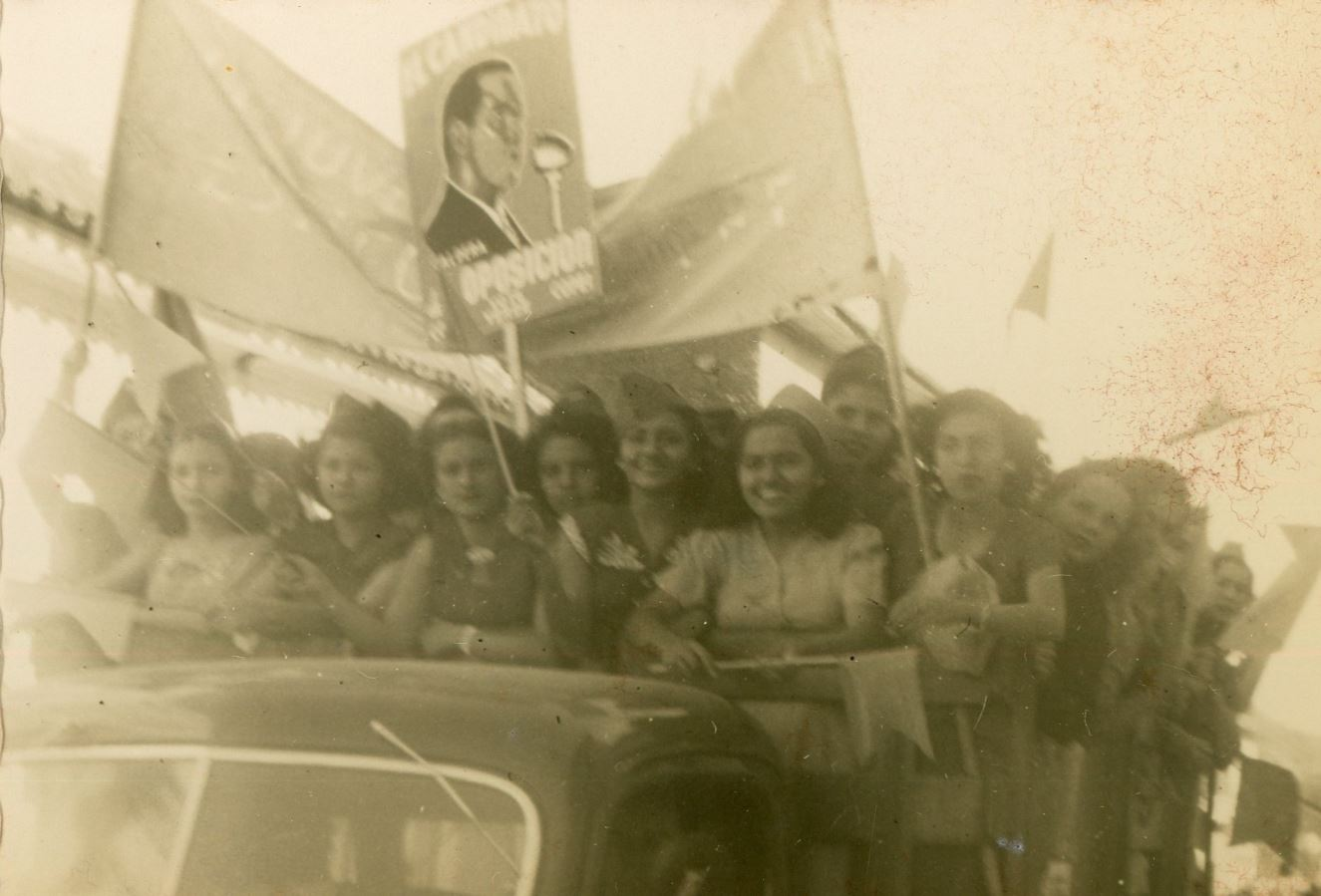
Campaña electoral de COPEI en 1947.

Dicha Junta logra importantes reformas en materia electoral, ampliando el número de electores a mujeres y analfabetas y logrando el sufragio directo para la Presidencia de Venezuela, consiguiéndose esto mediante la reforma al Estatuto Electoral de 1945. Posteriormente la junta decide proclamar la convocatoria de una Asamblea constituyente en 1946 con el objetivo de redactar una nueva constitución que fuese compatible con los principios de la democracia. Los comicios de 1946 fueron las primeras votaciones ejercidas bajo el sufragio universal, así como la primera en Sudamérica para elegir una asamblea constituyente de manera democrática y universal. Este proceso permitió consecuentemente a que la población se acostumbrara y se adaptara a la nueva experiencia democrática, lo cual forjaría aún más el apoyo del pueblo hacia al gobierno transitorio y al proyecto refundacional que se estaba llevando a cabo el país.

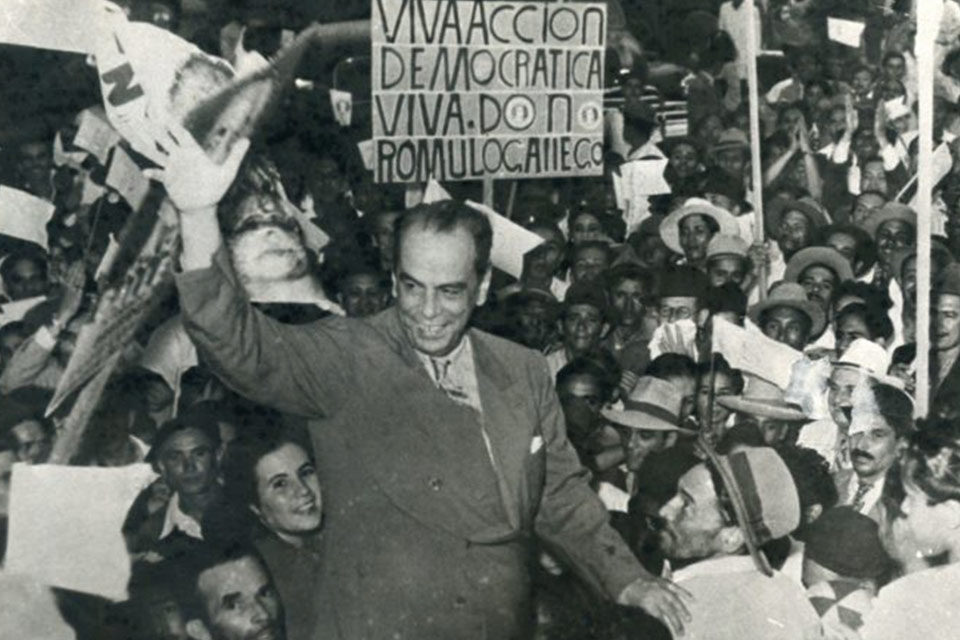
Campaña presidencial de Rómulo Gallegos.

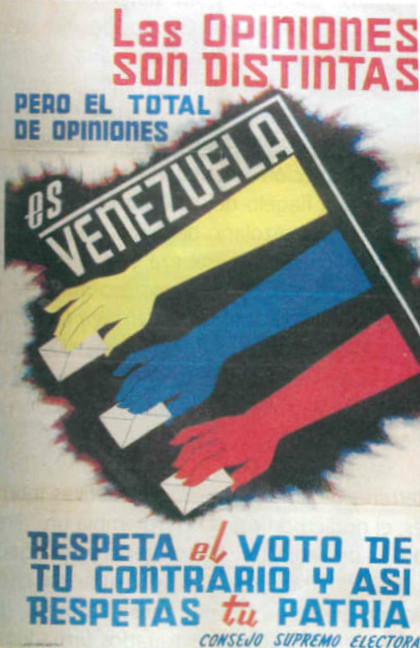
Afiche del Consejo Supremo Electoral promoviendo el voto.

Finalmente, la Asamblea constituyente promulgó la constitución de los Estados Unidos de Venezuela, aprobada en 1947, la cual entre otras cosas, institucionalizó el sufragio universal, proclamó la elección directa del presidente de la república, de diputados y senadores, y asambleístas y concejales en los estados y distritos del país, reconoció los derechos sociales y laborales, las garantías de protección a la salud y al buen trabajo, a la protección infantil y materna, entre otras innovaciones para la sociedad. Entre las disposiciones transitorias que establecía la constitución, ordenaba la convocatoria de elecciones generales 90 días después de haberse promulgado la carta magna, debiendo reorganizarse el Consejo Supremo Electoral, las mesas de votación y la registraduría civil para agilizar el proceso electoral.

### Sistema electoral

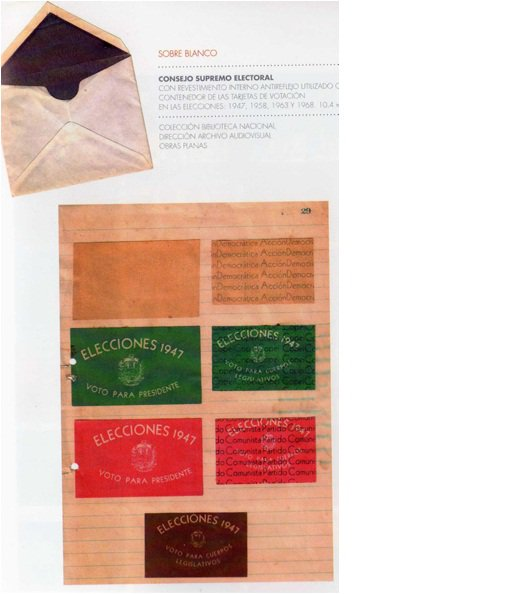
Boletas utilizadas en las elecciones de 1947 y el sobre donde se guardaban.

Para los comicios, de acuerdo con la constitución, son aptos para elegir y ser elegibles todos los venezolanos hombres y mujeres, mayores de dieciocho años, no sujetos por sentencia definitivamente firme a interdicción civil ni a condena penal que lleve consigo la inhabilitación política.

#### Presidencia de la República
Para ser candidato para la presidencia de la república se requería:
- venezolano por nacimiento
- mayor de treinta años
- de estado seglar y en ejercicio de sus derechos civiles y políticos

Sería electo presidente de la república el candidato que obtuviese la mayoría simple de votos, siempre y cuando haya participado al menos el 25% de los electores inscritos en el padrón electoral

#### Congreso Nacional
- Para conformar la cámara de diputados, los electores de cada Circunscripción elegían, por votación universal, directa y secreta un Diputado por cada cuarenta mil habitantes y uno más por el exceso no menor de veinte mil, implementando por primera vez el método de escrutinio proporcional plurinominal por listas cerradas. La Circunscripción electoral cuya población no alcanzaba para elegir dos Diputados, elegirían este número en todo caso. Los Territorios Federales elegían un total de dos Diputados, en la forma que lo determinaba la Ley. Igualmente se elegían, en conformidad con la Ley, los suplentes que han de llenar las faltas absolutas o temporales de los principales. e igualmente, Al reglamentar el principio de la representación proporcional de las minorías, la ley podrá establecer la elección de Diputados adicionales.
- Para conformar el Senado, en cada Estado y en el Distrito Federal se elegían por votación universal, directa y secreta y por la mayoría simple dos Senadores Principales y dos Suplentes mediante el escrutinio mayoritario plurinominal. posterior a esto, se contabilizaba el escrutinio a nivel nacional y, dependiendo de la proporcionalidad de los resultados, se adicionaban los senadores más votados de otros estados para garantizar la representación de minorías políticas, no pudiendo tener un partido político más de dos senadores adicionales por medio de este método.

#### Cuerpos legislativos (asambleístas y concejales)
Para integrar las Asambleas Legislativas, los electores de cada Estado elegían doce asambleístas Principales y sus Suplentes, cuando su población no exceda de 100.000 habitantes; y cuando la población fuere mayor, elegirían un Diputado más por cada exceso de 25.000 habitantes o fracción que pase de 10.000, mediante el mismo método por el cual se eligió a la cámara de diputados.
Para la fecha de la elección, los Concejos Municipales no poseían aún leyes orgánicas adaptadas al nuevo sistema electoral, por lo cual se acordó en las disposiciones transitorias que, mientras se reglamentaban dichas leyes, en el Distrito Federal y en los Territorios Federales, se elegirían cinco Concejales Principales y los Suplentes respectivos, mientras la población no superaba los 100 mil habitantes y, en caso de ser superado, se elegía otro concejal más por cada exceso de 25 mil habitantes, utilizando el mismo método de elección que para la cámara de diputados y para las Asambleas Legislativas.

#### Boleta de votación única (cuerpos legislativos)
Cabe mencionar que, para la elección de los cuerpos legislativos, se utilizó una misma papeleta para votar a todos los miembros colegiados, contando igual para elegir tanto diputados, asambleístas, como conejales y parcialmente a los senadores, dando como entendido una elección fusionada y por ello, la misma cantidad de votos tanto para elegir al congreso como para elegir los cuerpos colegiados de las entidades federales.

## Candidatos
Para estos comicios se presentaron tres aspirantes ante el Consejo Supremo Electoral, los cuales cumplieron los requisitos formales y presentaron sus inscripciones, oficializando así sus candidaturas. Los tres candidatos presidenciales para esta elección fueron:
| Fórmula electoral partido político | | |                                                                          |
| Candidato - "lema de campaña"      | Rómulo Gallegos | Rafael Caldera | Gustavo Machado                                                          |
| Candidato - "lema de campaña"      | "El candidato del pueblo"                                                                                            | "El candidato de la oposición" | "juntos contra el latinfundismo"                                         |
| Candidato - "lema de campaña"      | [[File:Rómulo Gallegos 1940s (cropped).jpg\|250px\|alt={{{Alt\|{{{descripción}}}]]                                   | [[File:Rafael Caldera en 1956 (cropped).jpg\|265px\|alt={{{Alt\|{{{descripción}}}]]                                                       | [[File:Young Gustavo Machado.jpg\|250px\|alt={{{Alt\|{{{descripción}}}]] |
| Información profesional            | Escritor, político e intelectual. Ministro de Instrucción Pública bajo el Gobierno de Eleazar López Contreras (1936) | Abogado, sociólogo, político, escritor y orador. Procurador general de la Nación durante la Junta Revolucionaria de Gobierno (1945- 1946) | Abogado y político, diputado ante la Asamblea Constituyente de 1946      |

## Resultados en las elecciones presidenciales

### Presidente de la República
|  | 74.35 % |

|  | 22.36 % |

|  | 3.29 % |

|  | 100.00 % |

|  | 0.00 % |

|  | 100.00 % |

|  | 50.53 % |

|  | 49.47 % |

|  | 100.00 % |

## Resultado de las elecciones parlamentarias y locales

### Congreso Nacional
|  | 70.84 % |

|  | 16.95 % |

|  | 4.34 % |

|  | 3.65 % |

|  | 3.34 % |

|  | 0.60 % |

|  | 0.11 % |

|  | 0.10 % |

|  | 0.07 % |

|  | 100.00 % |

### Cuerpos legislativos de las Entidades Federales
|  | 70.8 % |

|  | 17 % |

|  | 4.3 % |

|  | 3.6 % |

|  | 4.2 % |

|  | 100.00 % |

#### Asambleístas electos por Estado
| Estado | Estado        | Partido | Partido | Partido | Partido | Total |  |
| Estado | Estado        |         |         |         |         | Total |  |
| Estado | Estado        |         |         |         |         | Total |  |
|        | Anzoátegui    | 13      |         | 1       |         | 14    |  |
|        | Apure         | 11      | 1       |         |         | 12    |  |
|        | Aragua        | 12      | 2       |         |         | 14    |  |
|        | Barinas       | 9       | 3       |         |         | 12    |  |
|        | Bolívar       | 11      | 1       |         |         | 12    |  |
|        | Carabobo      | 14      | 2       |         |         | 16    |  |
|        | Cojedes       | 10      | 1       | 1       |         | 12    |  |
|        | Falcón        | 17      | 2       |         |         | 19    |  |
|        | Guárico       | 13      | 1       |         |         | 14    |  |
|        | Lara          | 18      | 2       |         | 1       | 21    |  |
|        | Mérida        | 6       | 10      |         |         | 16    |  |
|        | Miranda       | 15      | 2       |         |         | 17    |  |
|        | Monagas       | 12      |         | 1       |         | 13    |  |
|        | Nueva Esparta | 8       |         | 4       |         | 12    |  |
|        | Portuguesa    | 11      | 1       |         |         | 12    |  |
|        | Sucre         | 18      |         | 2       |         | 20    |  |
|        | Táchira       | 6       | 12      |         |         | 18    |  |
|        | Trujillo      | 12      | 7       |         |         | 19    |  |
|        | Yaracuy       | 12      | 1       |         |         | 13    |  |
|        | Zulia         | 18      | 2       |         | 2       | 22    |  |
|        |               | 246     | 50      | 9       | 3       | 308   |  |

#### Concejales electos por Distrito y Territorio Federal
| Entidad Federal | Entidad Federal                  | Partido | Partido                     | Partido | Partido | Total |   |   |    |
| --------------- | -------------------------------- | ------- | --------------------------- | ------- | ------- | ----- | - | - | -- |
| Entidad Federal | Entidad Federal                  |         | Distrito Federal            | 14      | 6       | Total | 1 | 1 | 22 |
| Entidad Federal | Entidad Federal                  |         | Territorio Federal Amazonas | 2       |         | Total | 3 |   | 5  |
|                 | Territorio Federal Delta Amacuro | 4       |                             | 1       |         | 5     |   |   |    |
|                 |                                  | 20      | 6                           | 5       | 1       | 32    |   |   |    |
|                 |                                  |         |                             |         |         |       |   |   |    |